# 29. maj
29. maj er dag 149 i året i den gregorianske kalender (dag 150 i skudår). Der er 216 dage tilbage af året.
- Maximinus dag. Han var biskop i Trier til 350. På en rejse til Rom blev hans æsel ædt af en bjørn. Han lagde derpå sadlen på bjørnen, som villigt bar ham resten af vejen, beretter sagnet.

- FN's Internationale dag for fredsbevarende personel.

### Begivenheder
Født - Dødsfald
- 0363 - Den romerske kejser Julian besejrer sasanidernes hær under Slaget ved Ctesiphon uden for den mesopotamiske bys mure, men kan ikke indtage byen.
- 0862 - I Novgorod grundlægger vikingehøvdingen Rurik det første russiske fyrstedynasti.
- 1176 - Under Slaget ved Legnano besejrer Den Lombardiske liga den tyske kejser Frederik Barbarossa.
- 1328 - Filip 6. krones til Konge af Frankrig.
- 1416 - Under Slaget ved Gallipoli besejrer en numerisk underlegen veneziansk flådestyrke en langt større osmannisk flådestykre ud for Gallipoli.[1][2]
- 1453 - Konstantinopels fald: Osmanniske hærenheder under sultan Mehmet 2. erobrer Konstantinopel efter 53-dages belejring, hvorved Det Byzantinske Rige bukker under.
- 1659 - Under Anden Karl Gustav-krig erobrer svenskerne Møn efter et stort slag ved Madses Klint.
- 1660 - Restaurationen i England: Karl 2. af England genindsættes som konge af England, Skotland og Irland.
- 1790 - Rhode Island godkender USA's forfatning som den sidste af de 13 oprindelige kolonier.[3]
- 1807 - Mustafa 4. bliver sultan i Det osmanniske rige.
- 1843 - Georg Carstensen får kongens tilladelse til at leje et område i Dronningens Enghave, hvor han anlægger Kjøbenhavns Sommer-Tivoli.
- 1848 - Wisconsin optages i USA som den 30. delstat.
- 1864 - Den habsburgske ærkehertug Maximilian ankommer til Mexico for at tiltræde som landets kejser.
- 1867 - Det østrig-ungarske kompromis indgås, hvorved Dobbeltmonarkiet Østrig-Ungarn etableres
- 1886 - Farmaceuten John Pemberton indrykker sin første annonce for Coca-Cola i Atlanta Journal.
- 1903 - Serbiens kong Alexander 1. og Dronning Draga myrdes i Beograd af organisationen Den sorte hånd  (Crna Ruka).
- 1913 - Balletten Le Sacre du printemps med musik af Igor Stravinsky uropføres i Paris.
- 1914 - Den britiske liner Empress of Ireland med 1.477 passagerer og besætningsmedlemmer bliver vædret af det norske fragtskib Storstad ud for St. Lawrence floden i Canada, og 1.012 mennesker omkommer i en af skibshistoriens værste skibskatastrofer.
- 1918 - Armenien besejrer Det osmanniske riges hær under Slaget ved Sardarabad.
- 1935 - Det tyske jagerfly Messerschmitt Bf 109 gennemfører sin jomfruflyvning med en motor fra britiske Rolls Royce
- 1938 - Aalborg Lufthavn indvies.
- 1953 - Den newzealandske bjergbestiger Edmund Hillary og sherpaen Norgay Tensing når som de første toppen af verdens højeste bjerg, Mount Everest i Himalaya.
- 1963 - Munchmuseet i Oslo indvies.
- 1973 - Folketinget vedtager loven om bopælspligt for folk, der køber landbrugsejendomme.
- 1982 - Det første pinsekarneval i København afholdes.
- 1985 - 39 tilskuere bliver dræbt og 475 såret under Heysel-tragedien under finalen i Den Europæiske Mesterholdsturnering mellem Liverpool FC og Juventus F.C. på Heysel Stadion i Bruxelles i Belgien.
- 1988 - USA's præsident Ronald Reagan indleder sit første besøg i Sovjetunionen, hvor han mødes med sovjetlederen Mikhail Gorbatjov.
- 1990 - Den russiske folkekongres vælger Boris Jeltsin til formand for den øverste sovjet i Russiske SFSR.
- 1993 - 5 tyrkiske indvandrere omkommer ved en mordbrand i Solingen i Tyskland påsat af en gruppe unge nynazister.
- 1995 - Mindst 2000 frygtes dræbt, da et voldsomt jordskælv jævner byen Neftegorsk på Sakhalin-halvøen med jorden.
- 1996 - For første gang i 100 år yngler havørnen igen i Danmark.
- 1999 - Olusegun Obasanjo vælges som præsident af Nigeria, det første civile og demokratiske valgte statsoverhoved i Nigeria, efter 16 års militært styre.
- 1999 - Rumfærgen Discovery gennemfører den første sammenkobling med Den Internationale Rumstation.
- 2001 - På Bornholm afgør indbyggerne ved en folkeafstemning, at øens fem kommuner og ene amt pr. 1. januar 2003 skal nedlægges og erstattes af en enkelt enhed (en regionskommune), styret af et øråd.
- 2005 - Frankrigs befolkning stemmer nej til EU's forfatningstraktat.
- 2005   - Præsten Thorkild Grosbøll, der tidligere har anfægtet eksistensen af Gud, er efter 11 måneders suspension tilbage på prædikestolen i Taarbæk Kirke.
- 2007 - Folketingets politikere stemmer med et overvældende flertal ja til Rygeloven, der forbyder rygning i det offentlige rum og på arbejdspladser.

### Født
- 1630 - Karl 2., engelsk konge (død 1685).
- 1767 - Julius Coulon, frisisk læge (død 1843).
- 1806 - Hans Heinrich Baumgarten, dansk iværksætter (død 1875).
- 1860 - Isaac Albéniz, spansk komponist (død 1909).
- 1873 - Rudolf Tobias, estisk komponist (død 1918)
- 1874 - G.K. Chesterton, britisk forfatter (død 1936).
- 1880 - Oswald Spengler, tysk filosof (død 1936).
- 1889 - Aksel Agerby, dansk organist, komponist og musikadministrator (død 1942).
- 1903 - Bob Hope, britisk-amerikansk skuespiller og entertainer (død 2003).
- 1912 - Justus Hartnack, dansk filosof (død 2005).
- 1914 - Tenzing Norgay, nepalesisk sherpa (død 1986).
- 1917 - John F. Kennedy, USA’s 35. præsident (død 1963).
- 1922 - Iannis Xenakis, græsk komponist og arkitekt (død 2001).
- 1923 - Lars Rolf, svensk kunstmaler, tegner, grafiker og billedhugger (død 2001).
- 1924 - Lars Bo, dansk billedkunstner og forfatter (død 1999).
- 1931 - Hans Jørgen Jensen, dansk tidligere generaldirektør i DR (død 2019).
- 1934 - Lone Rode, dansk skuespiller (død 2019).
- 1940 - Claus Bryld, dansk historieprofessor.
- 1950 - Birger Pedersen, dansk fodboldspiller.
- 1952 - Pia Tafdrup, dansk digter.
- 1953 - Danny Elfman, amerikansk musiker og filmkomponist.
- 1957 - La Toya Jackson, amerikansk sangerinde og fotomodel.
- 1958 - Annette Bening, amerikansk skuespillerinde.
- 1958   - Inge Hørup, dansk billedkunstner.
- 1959 - Rupert Everett, engelsk skuespiller.
- 1964 - Lars Kaalund, dansk skuespiller og teaterleder.
- 1966 - Henrik Sass Larsen, dansk folketingsmedlem.
- 1967 - Noel Gallagher, engelsk musiker i Oasis.
- 1975 - Melanie Brown, engelsk sangerinde og skuespiller.

### Dødsfald
- 1259 - Christoffer 1., dansk konge (født 1219).
- 1311 - Jakob 2. af Mallorca, konge af Mallorca (født 1243).
- 1453 - Konstantin 11., sidste byzantiske kejser (født 1404).
- 1500 - Bartolomeu Dias, portugisisk opdagelsesrejsende (født ca. 1450).
- 1691 - Cornelis Tromp, hollandsk admiral (født 1629).
- 1814 - Joséphine de Beauharnais, fransk kejserinde (født 1763).
- 1829 - Humphry Davy, britisk kemiker (født 1778).
- 1870 - Emil Horneman, dansk komponist (født 1809).
- 1911 - William Gilbert, britisk lystspilforfatter (født 1836).
- 1928 - Thøger Larsen, dansk forfatter (født 1875).
- 1935 - Josef Suk, tjekkisk komponist og violinist (født 1874).
- 1952 - Erika Voigt, dansk skuespiller og sanger (født 1898).
- 1956 - Johannes Jørgensen, dansk digter (født 1866).
- 1958 - Juan Ramón Jiménez, spansk forfatter og modtager af Nobelprisen i litteratur (født 1881).
- 1964 - Alex Suhr, dansk skuespiller (født 1898).
- 1973 - P. Ramlee, malaysisk skuespiller (født 1929).
- 1979 - Mary Pickford, amerikansk filmskuespillerinde (født 1892).
- 1982 - Romy Schneider, østrigsk skuespiller (født 1938).
- 1994 - Erich Honecker, østtysk statsleder (født 1912).
- 1997 - Jeff Buckley, amerikansk musiker (født 1966).
- 2003 - Jørgen Kiil, dansk skuespiller (født 1931).
- 2010 - Dennis Hopper, amerikansk skuespiller (født 1936).